# 科坎维利耶
科坎维利耶（法語：Coquainvilliers，法語發音：[kɔkɛ̃vilje] ⓘ）是法国卡尔瓦多斯省的一个市镇，属于利雪区。

## 地理
科坎维利耶（49°11'56"N, 0°12'40"E）面积11.9 平方千米，位于法国诺曼底大区卡爾瓦多斯省，该省份为法国西北部沿海省份，北濒大西洋英吉利海峡，东北与滨海塞纳省以海上边界相接，东临厄尔省，南至奧恩省，西与芒什省接壤。
与科坎维利耶接壤的市镇（或旧市镇、城区）包括：欧日地区勒布勒伊、马内尔布、诺罗勒、乌伊勒维孔特、勒托尔凯讷。

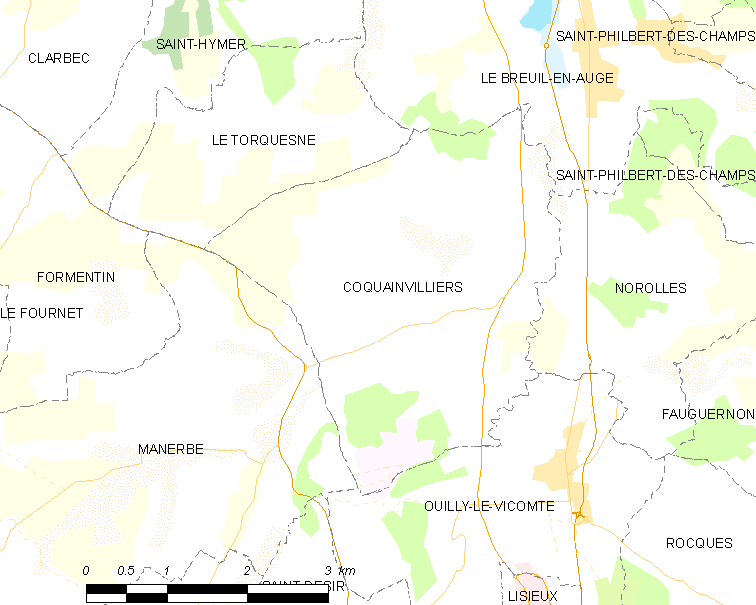
科坎维利耶的OSM定位图

科坎维利耶的时区为UTC+01:00、UTC+02:00（夏令时）。

## 行政
科坎维利耶的邮政编码为14130，INSEE市镇编码为14177。

## 政治
科坎维利耶所属的省级选区为蓬莱韦克县。

## 人口

1962-2008年间科坎维利耶人口变化图示

科坎维利耶于2022年1月1日时的人口数量为844人。